# Pfeiffera monacantha subsp. kimnachii
A Pfeiffera monacantha subsp. kimnachii egy tövis nélküli epifita kaktusz.

## Jellemzői
Szárai többnyire lapítottak, kétélűek, hajtásai és pericarpiumai nem hordoznak töviseket. Virágai narancssárgák, bogyói az alapfajnál mélyebb színűek, narancssárgás-pirosas színezetűek.  Nevét Myron Kimnach botanikusról kapta.

## Elterjedése
Bolívia, Cochabamba vidékén, a Cochabamba-Chaparé és a Sierra Tabla közötti út közelében, epifitikus szurdokerdőkben.